# دانشگاه هیوستون
دانشگاه هیوستون (به انگلیسی: University of Houston) یک دانشگاه تحقیقاتی دولتی در هیوستون واقع در ایالت تگزاس آمریکا است که در سال ۱۹۲۷ تأسیس شده و با داشتن بیش از ۴۰هزار دانشجو، سومین دانشگاه بزرگ ایالت تگزاس محسوب می‌شود. بنیاد کارنگی این دانشگاه را در میان دانشگاه‌های تحقیقاتی رده یک طبقه‌بندی کرده‌است.
دانشکده مهندسی این دانشگاه همواره دارای شهرت بسیاری می‌باشد و در رتبه‌بندی ARWU رتبه ۶۳ جهانی و در رتبه‌بندی یواس‌نیوز در سال ۲۰۲۳ رتبه ۲۲۹ جهانی را به خود اختصاص داده‌است. همچنین دوره کارشناسی کارآفرینی که توسط مرکز کارآفرینی ولف، وابسته به مدرسه بازرگانی باور دانشگاه هیوستون، ارائه می‌شود، همواره در میان سه دوره برتر کارآفرینی ایالات متحده شناخته می‌شود.

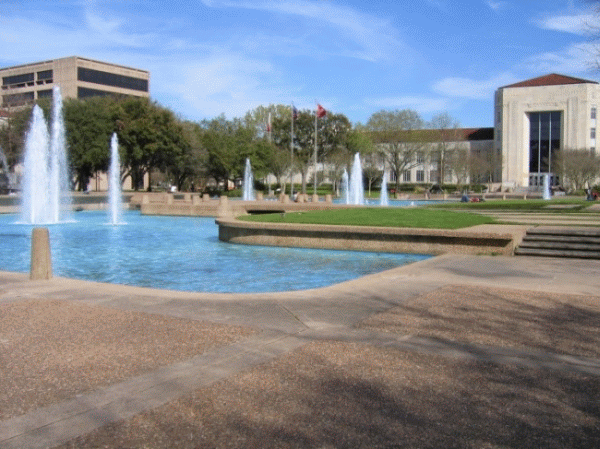
نمایی از دانشگاه

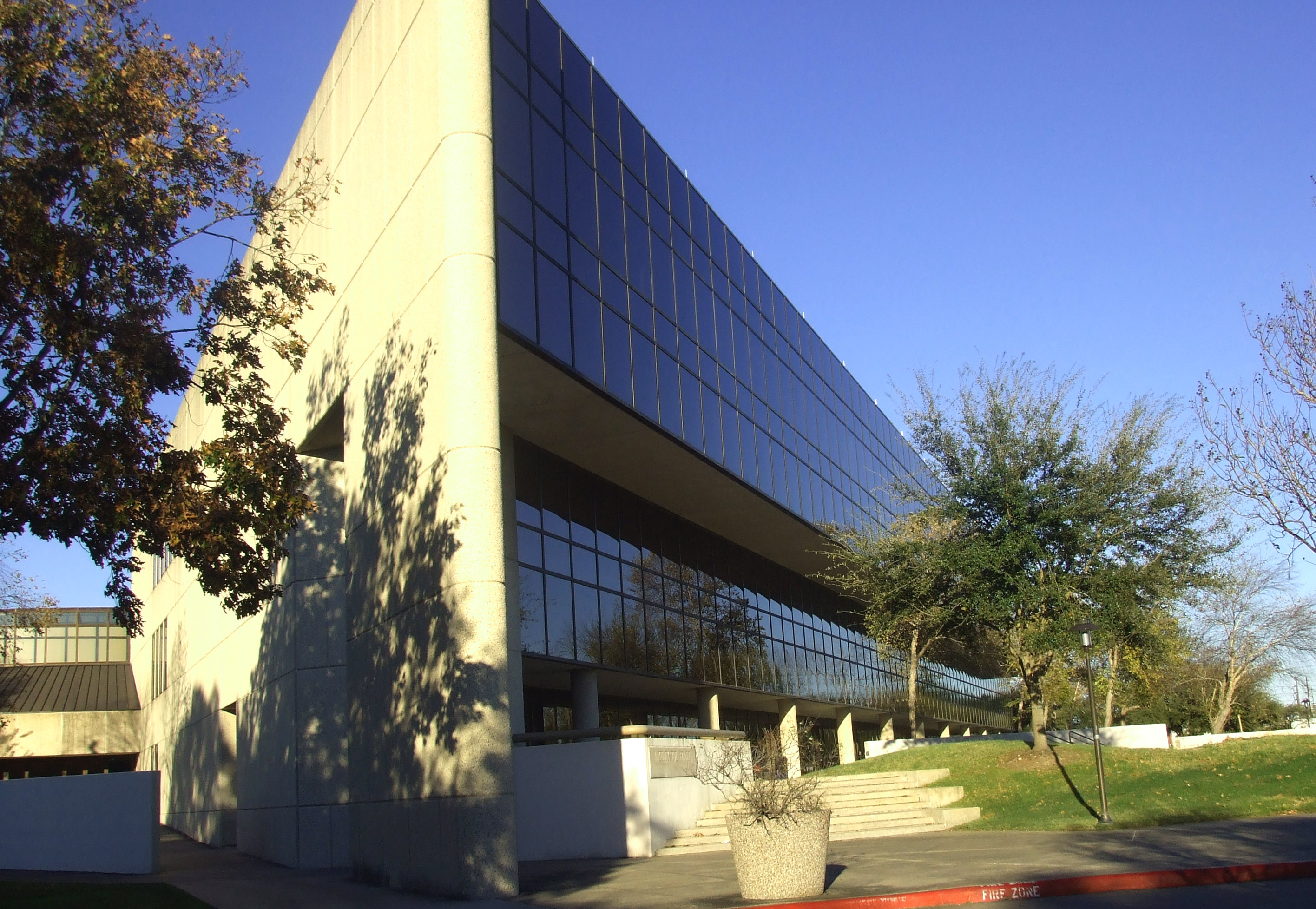